# 私人伺服器
私人服务器（英語：Private Server，简称私服），是為個人或少數人所架設用於私人用途的伺服器，其用途種類多樣，有可能會作檔案儲存或者網站伺服器、應用程式伺服器、網路遊戲、代理伺服器或資料庫或收發電子信箱。一般未必會公開或開放到網絡上任人使用，大多數時候只會使用於區域網或局域網，或者離線使用。對比起一般伺服器，私人伺服器的硬件較為簡陋，家用電腦就可以充當作為私服伺服器。而後隨著電腦越來越普及，硬件的規格不斷提升，坊間出現越來越多的私人伺服器。不過硬體設備還是比起一般的伺服器依然相差一大截，所以一般規模都會非常小。
個人架設的網路遊戲伺服器不一定是非法的，部分開源遊戲可以讓玩家自行架設，玩家亦可以自行編輯遊戲內容，符合自由軟體之精神，例如Teeworlds等。有些遊戲僅僅是引擎開源，至于能不能合法使用，具體由官方声明。有些官方會发布伺服端程序使得玩家可自行架设服务器，例如戰慄時空系列、无冬之夜，因伺服端程序官方已公佈，所以不需要授權也能自由架設私服。而一些需要授權才能架設的私服遊戲，例如魂online、H3、傳奇等等，則必須要取得授權才能成為合法私服。此外有些遊戲代理商會參考私服的設計和程序，向私服玩家收集意見去改善自身遊戲的缺點。也有些代理商會利用私服來炒作遊戲的名氣。

## 概述
在网络游戏免费模式兴起之前，大部分网络游戏都采用点卡/月卡制，即按玩家游戏时间扣点。同时，当时的网络游戏也存在以下问题：
- 升级缓慢：以《傳奇》為例，一般角色等级达到47级需要长达数月的游戏时间。
- 装备难得：官服为了限制一个服务器中持有一种装备的玩家数量，往往将该装备设置为“總量管制”或「超低掉寶率」，即需要玩家杀死大量怪物来获得。因此大部分玩家都无法体验到这种装备带来的乐趣。
- 防沉迷系统：由于该系统限制了未成年人游戏时间，导致部分未成年玩家流向私服。其中也有不少私服其實是由官方所架設，其目的是為躲避防沉迷系统。[6]

综合上述原因，导致了私服的产生。少数人利用一套与真正服务端相同或功能相似的程式碼，来架设私服。前者的来源是服务端代码泄露；而后者往往是具有较高编程能力的人通过逆向工程分析客户端数据包（封包）以及参考其他资料，仿写的服务端代码，但往往不能实现真正服务端所有的功能。但後者經由未受污染的自製程式碼，通常可以避免掉遊戲原廠的侵權官司。
私服主要分两种：仿官方服务器和变态服务器。前者主要针对官服价格高的劣势，这种服务器取消了点卡制，但出售游戏道具；而后者则针对官服后两种劣势，在这样的服务器中，玩家往往可以以快于官服上百上千倍的速度升级和获得装备。例如在传奇私服中，玩家可以轻易达到255级，甚至是后来的65535级。而且玩家往往在建立帐号时就获得一套极品装备。

## 影响

### 正面影响
- 由于私服的存在，官服也逐渐修正一些營運方向。比如目前许多游戏都将月費运营模式改为出售加值性道具的免费游戏模式，有一部份是受到了私服的影响。
- 一般伺服器外掛氾濫，導致遊戲失去合理的公平性，由於人數多難以管制，加上玩家經常會和消基會等管道申訴，導致外掛橫行於官方伺服器，而在私服幾乎難以存在外掛，遊戲較為公平。

### 负面影响
- 未經過授權的情況下架設私服是違法的行為，且容易造成多數網友誤以為有些私服未收費即是被允許的。
- 如果一個私服的規模到達一定的程度的話，將有可能會吸引為數不少的玩家轉移而侵害到官方伺服器的營運，此時官方營運商就有可能採取法律行動。
- 私服的玩家資料與虛擬財產不受保障，一旦私服關閉或遭取締，玩家的遊戲紀錄將可能全數化為烏有。[7]

## 各地情況

### 台灣
由於私服的存在會影響官方伺服器的營運，因此有些營運廠商會對私服架設者提出警告，并常以侵權（私服技術有使用到官方伺服器或用戶端的檔案），或詐騙（私服進行收費）名義提出法律訴訟。台灣曾有法院判決私服並不侵犯著作權，其原因在於私服業者一般架設私服，並無改作和重製到正版遊戲軟體，而是用私服業者自行研發的伺服器端數據，且正版遊戲軟體是官方或者玩家自己合法購買，並無提供盜版主程式下載，且法官認為私服業者的伺服器端數據，私服業者應該無法取得盜版數據，而是其他非官方的伺服器端軟體；另登入器修改IP並不算著作，自然沒有侵害著作權之慮。。但該案件經遊戲營運廠商上訴至最高法院後，最高法院判決撤銷原判決並發回智慧財產法院重新審理。最終經智慧財產法院判決私服業者有意圖銷售而擅自以重製之方法侵害他人之著作財產權，私服業者並遭判刑確定。法官認為遊戲營運廠商取得系爭著作財產權與系爭網路遊戲之繁體中文版專屬授權，而私服業者未經遊戲營運廠商之同意或授權，意圖營利而擅自重製遊戲營運廠商擁有系爭遊戲等電腦程式著作，並架設未經授權且得自行調整遊戲內容之遊戲伺服器，無論私服業者自何地域取得或重製系爭網路遊戲之主程式，均為侵害遊戲營運廠商被專屬授權之繁體中文版之著作財產權。而也有越來越多的廠商開始與私服合作，例如戰國英雄，允許遊戲公司與私服經營者进行一定的收益分配，來架設私服。再台灣大多數的遊戲都是由韓國廠商代理，韓國也慢慢開始有部分廠商授權允許私服的存在。

### 中国大陆
中国大陆私服數量也十分多，不少遊戲廠商也開始慢慢將私服合法化，一方面可減少人事成本，又能打響知名度，最著名的例子就是传奇，傳奇在2001年有7000萬個玩家，是當時最著名的遊戲，也導致其成為私服最多的遊戲。經過十年的遊戲環境變遷，现也已開放合法私服。合法私服会被代理商收取一部份的營收，且所有人事成本和伺服器費用皆要由私服業者自行吸收。。

## 相關技術
- 程式設計（Java、Perl、C++、C♯、Lua......等）
- Socket（IOCP、epoll、Java NIO）
- 多執行緒、同步 (计算机科学)
- 資料庫、SQL、參數化查詢、NoSQL、XML、CSV
- 控制流程、分支表、匿名函數
- 私有云
- 钩子编程

## 外部連結
- RO豆花私服事件 （页面存档备份，存于）